# عمري بن هاروش
عمري بن هاروش (بالعبرية: עומרי בן הרוש‏) (7 مارس 1990 بنتانيا في إسرائيل - ) هو لاعب كرة قدم إسرائيلي في مركز الدفاع. شارك مع منتخب إسرائيل تحت 19 سنة لكرة القدم ومنتخب إسرائيل تحت 21 سنة لكرة القدم ومنتخب إسرائيل لكرة القدم. أما مع النوادي، فقد لعب مع مكابي نتانيا ونادي مكابي تل أبيب.

## مسيرته الكروية
لعب عمري بن هاروش خلال مسيرته الاحترافية مع 4 أندية في أحد عشر موسمًا وسجل خلالها 12 هدفًا ضمن 239 مباراة. حيث فاز في موسم واحد بالكأس وفي موسمين بالدوري.
خاض عمري بن هاروش مسيرته مع نادي مكابي نتانيا في موسم 2009–10 ليلعب معه أربعة مواسم، مشاركًا في 104 مباراة سجل خلالها 4 أهداف. ثم انتقل إلى نادي مكابي تل أبيب في موسم 2013–14 ليلعب معه أربعة مواسم، حيث شارك في 86 مباراة سجل خلالها 4 أهداف أيضًا. لينتقل بعدها إلى نادي مكابي حيفا في موسم 2017–18 لمدة موسم واحد، مشاركًا في 17 مباراة سجل خلالها 3 أهداف. ثم انتقل إلى نادي لوكيرين في موسم 2018–19 ولمدة موسمين، مشاركًا في 32 مباراة سجل خلالها هدفًا واحدًا.

## وصلات خارجية
- عمري بن هاروش على موقع الاتحاد الأوربي (الإنجليزية)
- عمري بن هاروش على موقع قاعدة بيانات كرة القدم.إي يو (الإنجليزية)
- عمري بن هاروش على موقع ناشيونال فوتبول تيمز (الإنجليزية)
- عمري بن هاروش على موقع Soccerway.com (الإنجليزية)
- عمري بن هاروش على موقع AS.com (الإسبانية)